# Magdalena Witkiewicz
Magdalena Witkiewicz (ur. 11 sierpnia 1976 w Gdańsku) – polska pisarka.

## Życiorys
Jest absolwentką Uniwersytetu Gdańskiego, Gdańskiego Studium Bankowości oraz Gdańskiej Fundacji Kształcenia Menedżerów.
Debiutancka powieść pt. Milaczek została wydana w 2008. Następnie w 2010 Panny Roztropne. W 2012 ukazała się bestsellerowa powieść Opowieść niewiernej. Pisarka prowadziła firmę marketingową Efekt Motyla, zanim porzuciła pracę na etacie i zaczęła żyć tylko pisaniem i z pisania książek.
W 2014 reprezentowała Polskę na Międzynarodowym Festiwalu Literatury Europejskiej w Hanoi. 
W kwietniu 2022 roku wspólnie z Anną Seweryn założyła Wydawnictwo FLOW.
Pisze nie tylko dla osób dorosłych, jej seria powieści o Lilce została okrzyknięta współczesnymi Dziećmi z Bullerbyn.
Książki autorki ukazały się w Wietnamie, na Litwie, w Kazachstanie oraz w Stanach Zjednoczonych.
Ma męża Tomasza i dwoje dzieci: córkę i syna oraz cztery koty, w tym Puszysława, który został bohaterem książki napisanej wraz z Alkiem Rogozińskim "Biuro M".

## Nagrody
- 2013 - książka Szkoła dla żon dwukrotnie nagrodzona tytułem Najlepsza książka na lato. Książki Ballada o ciotce Matyldzie i Lilka i dzieci zdobyły tytuły Najlepszej książki na wiosnę[4].
- 2015 - książka Moralność pani Piontek ogłoszona najbardziej wyczekiwaną premierą targową na Międzynarodowych Targach Książki w Warszawie[4]
- 2015 - książka Pierwsza na liście otrzymała tytuł Najlepsza książka dla kobiet (Festiwal literatury w Ząbkowicach Śląskich.
- 2015 - książka Pierwsza na liście nominowana w Plebiscycie Książka Roku 2015 Lubimyczytać.pl w kategorii Literatura obyczajowa i romans.
- 2016 - powieść Cześć, co słychać nominowana w Plebiscycie Książka Roku 2015 Lubimyczytać.pl[7]
- 2017 - książka Czereśnie zawsze muszą być dwie otrzymała tytuł Książki Roku 2017 Lubimyczytać.pl w kategorii Literatura obyczajowa i romans. W maju powieść była festiwalową premierą Międzynarodowego Festiwalu Literatury Apostrof.
- 2021 - powieść Wizjer nominowana do nagrody Bestsellery Empiku 2021 w kategorii audiobook. Utwór został uznany za najlepszy kryminał 2022 roku w plebiscycie "Złotego Kościeja"[6][8].
- 2023 - książka Córka generała nominowana w Plebiscycie Książka Roku 2023 Lubimyczytać.pl[9]

## Twórczość

### Powieści
- 2008 – Milaczek[10], z ilustracjami Henryka Sawki
- 2010 – Panny roztropne[11]
- 2012 – Opowieść niewiernej[12]
- 2013 – Lilka i spółka[13]
- 2013 – Ballada o ciotce Matyldzie[13]
- 2013 – Szkoła żon[14]
- 2013 – Zamek z piasku
- 2014 – Pensjonat marzeń
- 2014 – Szczęście pachnące wanilią
- 2014 – Lilka i wielka afera
- 2015 – Pierwsza na liście
- 2015 – Moralność pani Piontek[15]
- 2015 – Selfie; książka wydana tylko w formie e-booka (wspólnie z Magdaleną Kuydowicz)
- 2016 – Cześć, co słychać?[16]
- 2016 – Pracowania dobrych myśli[16]
- 2016 – Awaria małżeńska (wspólnie z Nataszą Sochą)
- 2017 – Po prostu bądź[17]
- 2017 – Czereśnie zawsze muszą być dwie[17]
- 2017 – Ósmy cud świata[17]
- 2017 – Pudełko z marzeniami (wspólnie z Alkiem Rogozińskim)[17]
- 2018 – GPS Szczęścia, czyli jak się wydostać z Czarnej D. (wspólnie z Marzeną Grochowską)
- 2018 – Biuro M (wspólnie z Alkiem Rogozińskim)
- 2018 – Mateusz i zapomniany skarb
- 2019 – Cymanowski młyn (wspólnie ze Stefanem Dardą)
- 2019 – Jeszcze się kiedyś spotkamy
- 2019 – Uwierz w Mikołaja
- 2021 - Wizjer
- 2021 - Srebrna łyżeczka
- 2021 - Drzewko szczęścia
- 2022 - Córka generała[18]
- 2022 - Listy pisane szeptem[19]
- 2022 - Telefon od Mikołaja[19]
- 2023 - Perfumeria na rozstaju dróg[19]
- 2023 - Zielarnia pod starym dębem[19]
- 2023 - Nadzieja w spiżarni ukryta
- 2023 - Uwierz w Mikołaja
- 2023 - Zima w Małej Przytulnej. Cykl: Mała Przytulna (tom 3)
- 2023 - Przecież to było tak niedawno
- 2024 - Ulotny zapach czereśni
- 2024 - Czereśnie zawsze muszą być dwie
- 2025 - Wiatr od morza. Sztorm.

### Ekranizacje
- Uwierz w Mikołaja (2023) — na podstawie powieści Uwierz w Mikołaja[20]